# Vangueriella orthacantha
Vangueriella orthacantha är en måreväxtart som först beskrevs av Gottfried Wilhelm Johannes Mildbraed, och fick sitt nu gällande namn av Diane Mary Bridson och Bernard Verdcourt. Vangueriella orthacantha ingår i släktet Vangueriella och familjen måreväxter. Inga underarter finns listade i Catalogue of Life.